# 松本高等学校 (旧制)
| 松本高等学校 | 松本高等学校 |
| ------------ | ------------ |
| 創立         | 1919年       |
| 所在地       | 長野県松本市 |
| 初代校長     | 茨木清次郎   |
| 廃止         | 1950年       |
| 後身校       | 信州大学     |
| 同窓会       |              |

旧制松本高等学校（きゅうせいまつもとこうとうがっこう）は、1919年（大正8年）4月、長野県松本市に設立された官立の旧制高等学校である。

## 概要
改正高等学校令に基づき9番目の官立旧制高等学校として設立された。ナンバースクールの高校に続き設立されたいわゆる「地名スクール」（ネームスクール）の高校のうちで最初のものである。
文科・理科よりなる修業年限3年の高等科が設置、学生寮として思誠寮（しせいりょう）が建てられた。新制信州大学の発足にあたり、その母体の1つとなり、文理学部に改組された。
現存するかつての校舎は重要文化財に指定されている。
1930年、1932年、1933年、1939年、1940年にかけて五次にわたる思想弾圧事件が起きた（松高事件）。

## 沿革
- 1919年
  - 4月：設立。初代校長は東京外国語学校校長であった茨木清次郎。
  - 9月：第1回入学式。
- 1920年7月：新校舎に移転。
- 1922年10月：落成式挙行。
- 1930年8月：社研事件。学生30名が検挙され8名退学・2名放学。
- 1940年9月 - 11月：読書会への弾圧。学生22名が検挙され5名退学。
- 1945年：軍国主義的とみなされた校長および3教授の公職追放。
- 1949年5月：信州大学発足にともない包括される。
- 1950年3月：廃止。

## 設立の事情
1899年、伊沢修二らにより官立第七高等学校の松本誘致を求める運動が展開されたが、七高が鹿児島市に設置されたため実現せず、1910年になって「第九高等学校」の設置が内定したものの延期となった。新潟市との熾烈な誘致合戦を制して1917年に松本への高校設置の内示が出されたが、設立はさらにその2年後となった。（松本と同時期に新潟には新潟高等学校 (旧制)が置かれることとなった）

## 歴代校長
- 初代 - 茨木清次郎（1919年4月15日[2] - 1921年10月）
- 第2代 - 大渡忠太郎（1921年10月 - 1927年8月）[3]
- 第3代 - 森巻吉（1927年8月 - 1929年7月）
- 第4代 - 新保寅次（1929年7月 - 1932年3月）
- 第5代 - 西川順之（1932年3月 - 1938年3月）
- 第6代 - 桑木彧雄（1938年3月 - 1942年3月）
- 第7代 - 築地宜雄（1942年3月 - 1945年11月24日[4]）
- 第8代 - 木村秀夫（1945年11月24日[4] - 1949年5月31日）
- 第9代 - 竹内良三郎（1949年6月1日 - 1950年3月31日）

## 校地の変遷と継承
1919年の開校当初は、県立松本中学（長野県松本深志高等学校の前身）に間借りする形で授業が行われたが、翌20年、新校舎が松本市内・松本駅の東方約1400mに位置する県（あがた）地区に竣工して移転した。このキャンパスは、1949年の新制大学への移行後も、信州大学文理学部に継承され使用された。しかし、1973年3月に信州大学の旭町地区へのキャンパス統合移転により、松本市に移管された（現状については#歴史的建造物としての旧制松本高校参照）。
思誠寮（1920年築）は新制移行に伴い信州大学文理学部の寮として継承されたが、1983年3月市内・横田地区への移転により旧寮は取り壊された。横田新寮は現在も信州大学思誠寮としてその伝統を継承しながら存続している。

## 著名な出身者

### 政官界
- 青柳盛雄 - 衆議院議員（日本共産党）
- 池上隆祐 - 衆議院議員（国民協同党）
- 井出一太郎 - 農林大臣、郵政大臣、内閣官房長官
- 内田常雄 - 経済企画庁長官、自由民主党幹事長
- 大木浩 - 環境庁長官
- 岡田宗司 - 衆議院議員（日本社会党）
- 黒田海之助 - 熊谷市長
- 佐々木良作 - 民社党委員長
- 曽根原弘 - 台湾総督府台中市尹
- 高橋邦雄 - 群馬県副知事、参議院議員
- 夏目忠雄 - 参議院議員（自由民主党）
- 西村彰一 - 富山県知事
- 林百郎 - 衆議院議員（日本共産党）、中退
- 藤森昭一 - 日本赤十字社社長、宮内庁長官
- 御子柴博見  - 東京都副知事、首都高速道路公団副理事長
- 宮尾五郎 - 台湾総督府台南州知事
- 宮下創平 - 防衛庁長官、環境庁長官、厚生大臣
- 村瀬清 - 千代田区長
- 望月幸明 - 山梨県知事
- 山本重信 - 通商産業事務次官、トヨタ自動車会長
- 山本鎮彦 - 警察庁長官
- 山本幸雄 - 自治大臣、国家公安委員会委員長
- 吉野文六 - 駐西ドイツ大使、外務省アメリカ局長

### 法曹界
- 石川元也 - 弁護士、自由法曹団元団長
- 樋口和博 - 東京地方裁判所判事
- 本林譲 - 最高裁判所裁判官
- 輪湖公寛 - 仙台高等裁判所裁判長、最高裁判所調査官

### 経済界
- 赤羽善治 - 九州電力社長
- 雨宮恒之 - 東京楽天地社長
- 稲葉興作 - 日本商工会議所会頭
- 岩崎琢弥 - 日興証券社長
- 江頭豊 - チッソ社長
- 小坂雄太郎 - 信越化学工業社長
- 小林宏治 - 日本電気社長
- 白澤正二 - 茨城放送社長
- 芹沢守利 - 京浜急行電鉄社長
- 中條高徳 - アサヒビール会長
- 野々山広三郎 - サッポロビール社長
- 畑良一 - 野崎産業会長
- 堀田庄三 - 住友銀行頭取、"住銀中興の祖"
- 宮下武四郎 - 日本製紙社長
- 吉川清一 - 清水建設社長
- 峯村英薫 - 大和銀行会長
- 村田一 - 昭和電工社長

### 学術
- 鮎沢啓夫 - 農学者
- 赤須文男 - 医学者、金沢大学教授
- 赤羽賢司 - 天文学者、東京大学名誉教授
- 赤羽太郎 - 医学者、信州大学学長
- 秋元波留夫 - 精神医学者
- 旭興正 - 獣医学者、北里大学教授
- 朝比奈菊雄 - 南極観測隊員、新潟薬科大学学長
- 芦部信喜 - 憲法学者
- 有賀貞 - 国際政治学者
- 飯島宗一 - 病理学者
- 飯田喜四郎 - 建築史家、名古屋大学名誉教授
- 飯田汲事 -地震学者
- 池上二良 - 言語学者、北海道大学名誉教授
- 井出源四郎 - 医学者、千葉大学学長
- 市川昭午 - 国立大学財務・経営センター名誉教授
- 臼井二尚 - 社会学者、京都大学名誉教授
- 海野和三郎 - 天文学者
- 小穴進也 - 化学者、名古屋大学教授
- 大池弥三郎 - 医学者、弘前大学学長
- 太田敬三 - 医学者、東京医科歯科大学学長
- 尾澤喜雄 - 国文学者、岩手大学名誉教授
- 小塩節 - ドイツ文学者
- 尾崎盛光 - 評論家、文教大学教授
- 尾関雅則 - 工学者、鉄道総合技術研究所理事長
- 小野勝年 - 歴史学者
- 数江教一 - 日本史学者、中央大学教授
- 片山泰久 - 物理学者、京都大学教授
- 上条憲太郎 - 教育者、松本短期大学理事長
- 金井圓 - 歴史学者
- 唐木順三 - 文芸評論家、明治大学教授
- 川上保雄 - 医学者、昭和大学名誉教授
- 北島正元 - 歴史学者、東京都立大学教授
- 草間俊一 - 歴史学者、岩手大名誉教授
- 功力金二郎 - 数学者、大阪大学教授
- 久保田正文 - 文芸評論家、日本大学教授
- 熊谷寛夫 - 物理学者
- 小島章一 - 哲学者
- 小坂樹徳 - 医学者、東京大学名誉教授
- 小松醇郎 - 数学者、京都大学教授
- 近藤正三 - 法学者、島根大学名誉教授
- 西條八束 - 陸水学者
- 酒井文徳 - 医学者、東京大学名誉教授
- 佐倉直男 - 数学者、信州大学教授
- 桜井和市 - ドイツ文学者、学習院院長
- 佐藤昌介 - 歴史学者、東北大学名誉教授
- 島田良二 - 国文学者、千葉大学名誉教授
- 鈴木宏 - 医学者、山梨医科大学学長
- 諏訪彰 - 気象庁地震観測所長
- 田原嗣郎 - 倫理学者、北海道大学名誉教授
- 堤精二 - 国文学者、お茶の水女子大学名誉教授
- 富田真雄 - 薬学者、京都薬科大学学長
- 永井信一 - 美術評論家、女子美術大学名誉教授
- 長崎明 - 哲学者
- 中島昭和 - フランス文学者、中央大学名誉教授
- 中島健蔵 - フランス文学者
- 永田哲士 - 医学者、信州大学名誉教授
- 仁井田陞 - 法制史学者、中国法制史研究
- 二村忠元 - 音響学者、東北大学名誉教授
- 野口定男 - 哲学者、立教大学教授
- 野口元大 - 国文学者、上智大学名誉教授
- 野田稲吉 - 生物学者、三重大学学長
- 萩原尊礼 - 地震学者、東京大学教授
- 花岡堅而 - 医師、日本医師会会長
- 濱徳太郎 - 作曲家、昭和女子大学教授
- 原田伴彦 - 歴史家、大阪市立大学名誉教授
- 藤岡通夫 - 建築史家、日本工業大学学長
- 古川晴男 - 生物学者、東京学芸大学名誉教授
- 降旗節雄 - 経済学者、帝京大学名誉教授
- 古畑正秋 - 天文学者
- 宝月欣二 - 生態学者、東京都立大学教授、日本生態学会会長
- 宝月圭吾 - 歴史学者
- 星野芳郎 - 技術評論家、立命館大学教授
- 細野武男 - 法社会学者、学校法人立命館総長
- 堀秀彦 - 評論家、東洋大学学長
- 前田泰次 - 工芸研究家、東京芸術大学教授
- 松沢弘陽 - 政治学者、北海道大学名誉教授
- 松崎一 - 物理学者
- 宮内裕 - 刑法学者、京都大学教授
- 宮崎市定 - 東洋史学者、京都大学教授
- 宮坂哲文 - 教育学者
- 宮沢俊弥 - 地球科学者
- 三輪公忠 - 国際政治学者
- 村田敏郎 - 薬学者、熊本大学教授
- 村山雅美 - 国立極地研究所名誉教授、南極観測隊隊長
- 望月市恵 - ドイツ文学者
- 望月芳郎 - フランス文学者、中央大学名誉教授
- 百瀬和夫 - 医学者。東邦大学教授
- 山田坂仁 - 哲学者、明治大学教授
- 山田作男 - 西洋史学者、愛知教育大学名誉教授
- 山田尚勇 - 情報処理工学者、東京大学名誉教授
- 湯浅修一 - 精神病理学者、精神科医
- 横山正彦 - 経済学者
- 吉田六郎 - ドイツ文学者
- 與曽井章平 - 社会学者、愛知教育大学教授
- 若月俊一 - 医師、地域医療の第一人者、マグサイサイ賞受賞
- 渡辺仁 - 考古学者、東京大学名誉教授

### 文化・その他諸分野
- 飯田信夫 - 作曲家
- 井上禅定 - 自然保護活動家
- 臼井吉見 - 小説家
- 岡田喜秋 - 紀行作家
- 小椋克己 - 高知放送アナウンサー
- 小塩力 - 牧師
- 鎌原正巳 - 作家
- 北杜夫 - 小説家
- 北沢喜代治 - 小説家
- 熊井啓 - 映画監督
- 小林力 - 小説家
- 小松恒夫 - 評論家
- 下島連 - 翻訳家
- 鈴木良徳 - 陸上競技指導者
- 住谷春也 - 翻訳家
- 高山洋吉 - 翻訳家
- 辻邦生 - 小説家
- 野上龍雄 - 脚本家
- 樋口清 - 建築家
- 福林正之 - 作家
- 古川卓巳 - 映画監督
- 古田晁 - 筑摩書房創業者
- 百瀬晋六 - 自動車技術者
- 森野善右衛門 - 牧師
- 柚木沙弥郎 - 工芸家
- 和合恒男 - 農本主義者

## 歴史的建造物としての旧制松本高校

### 概要
旧制松本高校の施設のうち現存するのは本館の一部および講堂（ともに1920年竣工の洋風建築）であり、「松本市あがたの森文化会館」の名称で公民館、図書館およびホールとして活用されている。これらの建物は長野県松本市にある歴史的建造物としても貴重な存在であり、1981年には長野県宝に指定された。更に2006年に重要文化財に指定するよう文化庁への申請がなされ、2007年6月に指定が実現した。

### 利用情報
- 入場：無料
- 開館時間：9時 - 16時30分
- 休館日：月曜（祝日の場合は翌日）

### 所在地
- 〒390-0812 長野県松本市県3-1-1

### 交通アクセス
- JR 篠ノ井線：松本駅より徒歩15分
- アルピコ交通バス：「秀峰学校前」停留所下車

### 周辺情報
- 旧制高等学校記念館
- あがたの森公園
- 松本市美術館
- 松本市はかり資料館
- 中町蔵の会館
- 長野県松本県ヶ丘高等学校
- 松商学園高等学校

## 作品の舞台として
その独特で印象的なデザインの建築から、多くの作品において舞台として採用されている。
- 小説『どくとるマンボウ青春記』 - 卒業生である作家北杜夫の回想記
- テレビアニメ「おねがい☆ティーチャー」
- テレビアニメ「おねがい☆ツインズ」
- 実写映画「マリア様がみてる」。
- 連続テレビ小説『おひさま』 - 陽子の兄である春樹や、春樹の学友である川原功一が通っていたという設定